# Albánia
Az Albán Köztársaság vagy Albánia (albánul Republika e Shqipërisë vagy Shqipëria, feltételezett jelentése: ’sasok földje’) Délkelet-Európában, a Balkán-félszigeten fekvő független állam. Északon Montenegró (172 km), északkeleten Koszovó (annak teljes elismertsége hiányában Szerbia) (112 km), keleten Észak-Macedónia (151 km), délkeleten és délen Görögország (282 km), délnyugaton a Jón-tenger, nyugaton pedig az Adriai-tenger határolja. Partvonalának teljes hossza 362 km.
Albánia 2009 áprilisa óta tagja a NATO-nak, ezen kívül 2014-től az Európai Unió tagjelöltje.
A kommunizmus bukása óta jelentős lépések történtek a gazdasági és társadalmi helyzet javítása érdekében. A fejlődés ellenére a 2010-es évek végén még mindig Európa egyik legelmaradottabb országa volt.

## Etimológia
Az ország középkori latin neve Albania. Lehet, hogy az illír albanoi törzsnévből (albánul: albanët) származik, amelyet Klaudiosz Ptolemaiosz, az alexandriai geográfus és csillagász jegyzett fel. I. sz. 150-ben készített térképén a mai Durrëstől északkeletre fekvő Albanopoliszt is feltüntette. Az ókori alb- tövű albanoi és Albanopolisz, valamint a középkori forrásokban megjelenő Arbanon vidéke közötti etimológiai kapcsolat bizonytalan. A 11. században írt történetében Mikhaél Attaleiatész bizánci történész említi először a Konstantinápoly elleni 1043-as felkelésben részt vevő albánokat (görögül szintén albanoi) és Dyrrhachium hercegének alattvalóiként az arvanitákat. A középkorban az albánok Arbëriának vagy Arbëniának nevezték országukat, és arbëreshekként vagy arbëneshekként emlegették magukat.
Manapság az albánok Shqipëriának hívják országukat. A Shqipëria és shqiptar szavak a 14. századtól kezdődően igazolhatóak, de a Shqipëria helynév és a shqiptar démonim csak a 17. század végén és a 18. század elején váltották fel fokozatosan az Arbëria és arbëreshë szavakat. A két kifejezést a köztudatban úgy értelmezik, hogy „a sasok földje” és „a sasok gyermekei”.

## Földrajz

Albánia domborzati térképe

Albánia a Balkán-félsziget délnyugati partvidékén, az Otrantói-szorosnál elhelyezkedő ország. Területe 28 748 km², ennek 4,9%-a (1350 km²) tavak alkotta vízfelület. Albánia az északi szélesség 42° és 39°, valamint a keleti hosszúság 21° és 19° között fekszik. Legészakibb pontja Vërmosh az északi szélesség 42° 35' 34"-nél, a legdélibb Konispol az északi szélesség 39° 40' 0"-nél; a legnyugatibb pont Sazan a keleti hosszúság 19° 16' 50"-nél; a legkeletibb pont Vërnik a 21° 1' 26" keleti hosszúságnál.

### Domborzat
Albánia domborzati szempontból két nagyobb tájegységre oszlik: keleten 70–120 kilométeres szélességben a nehezen járható, festői és vad, fiatal lánchegységi Magas-Albániára, amelynek negyvenöt csúcsa emelkedik 2000 méter fölé, illetve Észak- és Közép-Albániában a 20–50 kilométer széles tengerparti síksági Alacsony-Albániára. Az ország területének 70%-a hegyvidék, ennek tudható be, hogy Albánia átlagos tengerszint feletti magassága relatíve magas: 708 méter. Legmagasabb pontja a Korab-hegy (2764 m). Magas-Albánia tulajdonképpen a Dinári-hegység fiatal hegyláncának karsztos mészkő-, illetve flisvonulata, főbb részei az Albán-Alpok, a Közép-Albán-hegység és a Dél-Albán-hegység. Az ország keleti peremén a Nyugat-Macedón-hegyvidék egymástól elszigetelt, tektonikus süllyedékmedencéi és röghegységei találhatóak. A parti övezet területe, Alacsony-Albánia alluviális síkság, melynek mocsárvidékét a 19. századtól csapolták le és ma partvonalát turzások és lagúnák tagolják.
Az ország legnagyobb szigetei az Adriai-tengerben fekvő Sazan és a Kuna-sziget, a Jón-tengeren a Ksamili-szigetek, az állóvízi Zvërneci-sziget (Nartai-lagúna), Maligrad-sziget (Preszpa-tó) és Shurdhah-sziget (Vau i Dejës-i-tó), valamint a folyami Malësor-sziget (Buna).

### Vízrajz
Az ország vízrajzát – minthogy a keleti határvidéken húzódik a vízválasztó – az Adriai- és a Jón-tenger felé tartó, kelet–nyugati irányú folyók sűrű hálózata jellemzi. A folyók mély szurdokvölgyekben törnek át a hegyvidéken, és hordalékukkal a part menti alluviális síkságot töltik fel. Albániának tíz nagyobb folyója (Drin, Seman, Vjosa, Devoll, Shkumbin, Osum, Mat, Erzen, Ishëm, Buna) és mintegy száznegyven kisebb vízfolyása van. Az ország egyetlen hajózható folyója a Buna. Albánia és egyben a Balkán-félsziget legnagyobb tavai a Shkodrai-tó, az Ohridi-tó és a Preszpa-tó. A magashegységekben jég vájta tengerszemek, a tengerparti szakaszon pedig lagúnatavak találhatóak. Az ország legnagyobb lagúnái északról dél felé haladva: Vilun-, Patoki-, Karavastai-, Nartai- és Butrinti-lagúna. A hegyi folyókon a 20. század második felében sorra épültek a víztározók, mesterséges tavak.

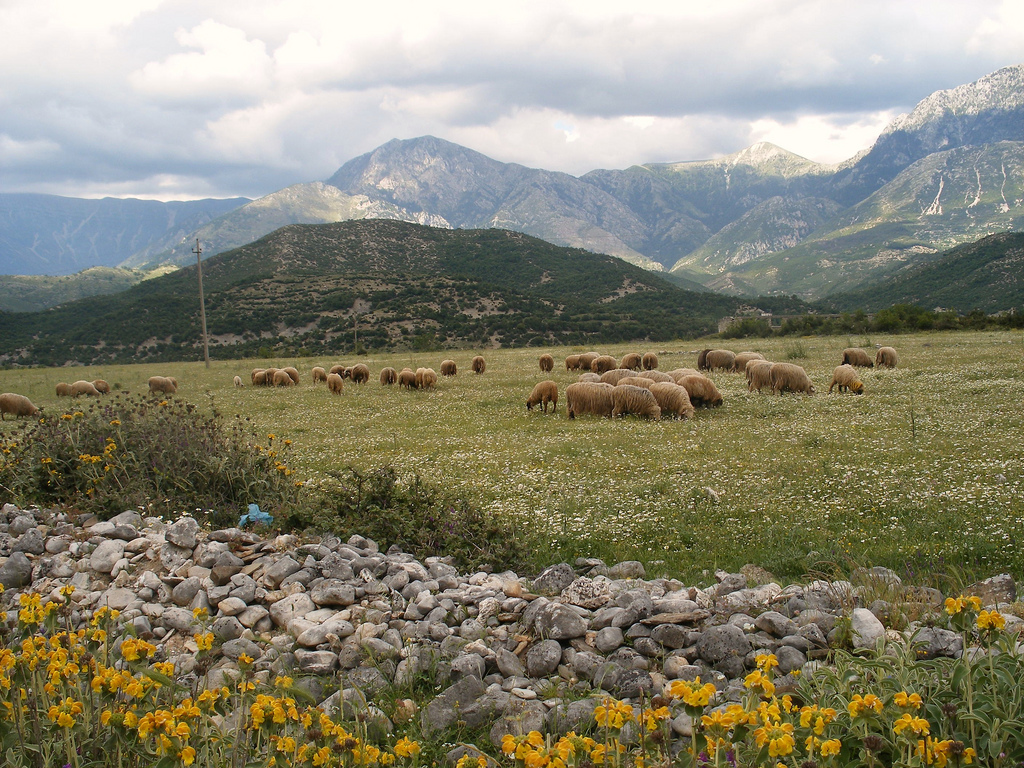
Legelő az ország déli részén

### Éghajlat
Éghajlatát az ország földrajzi elhelyezkedése és változatos domborzata határozzák meg. Az ország belső magashegyvidékeinek éghajlata kontinentális, alacsony téli és nyári átlaghőmérséklet, illetve magas évi csapadékmennyiség (1800–2250 mm) jellemzi. Az alacsonyan fekvő tengerparti sáv éghajlata mediterrán, a telek enyhék és csapadékosak, míg a nyarakat magas levegő-páratartalom és magas átlaghőmérséklet jellemzi. Az ország hűvösebb északi és melegebb déli részének évi átlaghőmérséklete között akár 5 °C-os eltérés is lehet.

### Növény- és állatvilág
Albánia uralkodó talajtípusa a hegyoldalakon erősen lepusztult barna erdőtalaj, az alacsonyabb dombságokon a szürke erdőtalaj, északnyugaton a terra rossa, a folyók mellékén pedig az öntéstalaj. A 19. századig Magas-Albánia természetes növénytakarója a lombhullató erdő, a part menti Alacsony-Albániában pedig mocsárvidékek voltak. Mára az ország területének mindössze 36%-a erdősült, a partvidéki lecsapolt lápvidék helyét szántóföldek vették át. Az erdők jellemző fafajai a kocsánytalan tölgy, a csertölgy és a közönséges bükk, 1200 méter felett a páncélfenyő, amelyet 2000 méteren a havasi legelők váltanak fel. A partvidéki dombságokon és az alacsonyabb hegyvidékeken a kiirtott erdők helyén mediterrán cserjések és tövises bozót található. Albánia állatvilága a közép-európaival mutat rokonságot, honos a barnamedve, a vaddisznó, a farkas, az aranysakál, a vörös róka, a különböző szarvasféle, az európai őz és a zerge. Az ország madárvilága szintén gazdag, a vadvízi területeken költ a borzas gödény, a kis kárókatona, a kékcsőrű réce, a vékonycsőrű póling és a fekete sas.
Lásd még: Albán márna, Albán koncér

## Történelem

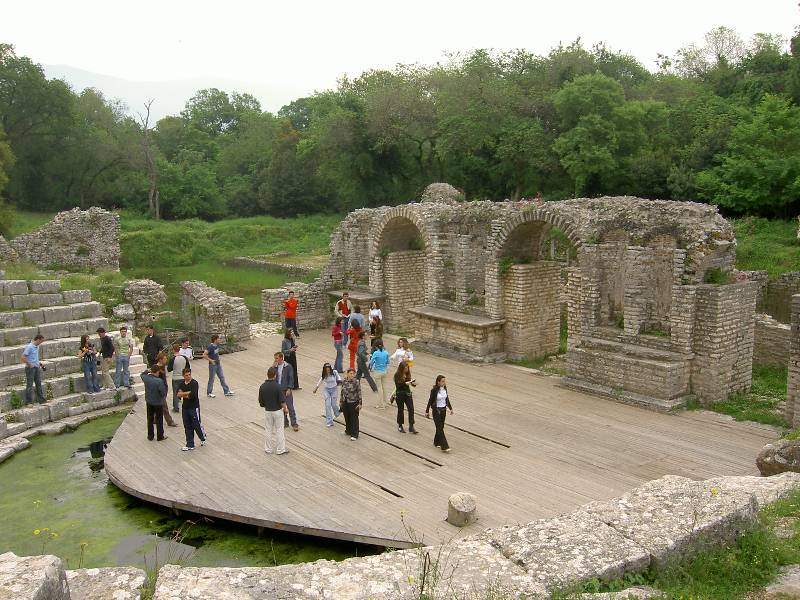
Buthróton ókori színháza

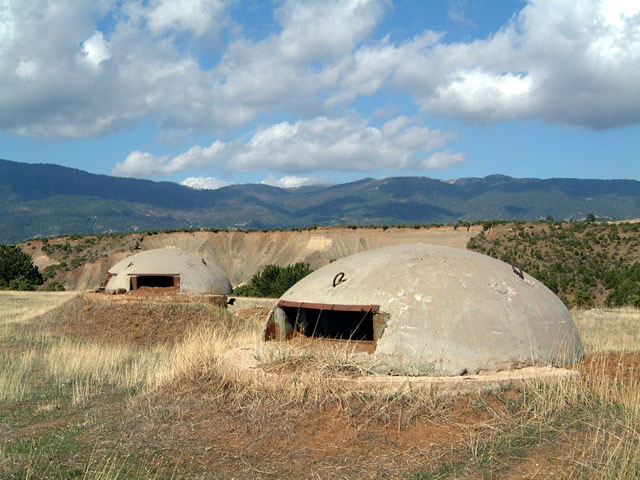
Enver Hoxha diktatúrája alatt épült bunkerek

Albánia mai lakóinak feltételezett ősei, az illírek a bronzkor végén telepedtek le a Balkán-félsziget nyugati vidékein. Több kisebb-nagyobb királyságot alapítottak, a tengerparti sávban pedig görög kolóniák létesültek. Az i. e. 2. századtól Illyricum néven római provincia része lett a terület. A barbárok dúlásait követően a 9–14. században egymást váltották a szkipetárok (sasfiókok) urai: a Bizánci Birodalom, a Bolgár Fejedelemség, a Dukljai Fejedelemség, a Velencei Köztársaság, az Epiruszi Despotátus stb. Albániát Kasztrióta György negyedszázados ellenállásának köszönhetően csak 1501-ben hódította meg végleg az Oszmán Birodalom. Uralmuk alatt a lakosság nagy része iszlamizálódott, és a feudális viszonyok konzerválásával Európa sereghajtója lett. A 19. század végén feltámadt albán nemzeti mozgalmakat (például Prizreni Liga) a Porta sorra leverte, de az első Balkán-háború után, 1912. november 28-án Albánia függetlenné vált.
A nagyhatalmak által albán uralkodóvá kinevezett Vilmos fejedelem féléves uralkodás után anarchiában hagyta magára országát. Az első világháború során az ország idegen megszállás alá került, csak az 1920-as lushnjai kongresszus mondta ki ismét Albánia függetlenségét. A belpolitika színpadán mindinkább előtérbe került a konzervatív nézetű Amet Zogu, aki 1925-ben az ország teljhatalmú elnöke lett, majd 1928-ban I. Zogu néven Albánia királyává koronáztatta magát (felesége Apponyi Géraldine magyar grófnő volt). Az olasz befolyás egyre nagyobb lett, 1939-ben Mussolini csapatai lerohanták Albániát. 1943-ban német megszállás alá került az ország, de az Enver Hoxha vezette kommunista partizánok 1944 végére felszabadították az országot. Kezdetét vette Albánia egyik legsötétebb korszaka, a diktatórikus Hoxha sztálinista, izolacionista politikája alatt. Albánia mind a nyugati, mind a keleti blokktól elszigetelődött, az ország gazdasága és infrastruktúrája évtizedekkel maradt el az európai országokéitól. 1985-ös halálát követően utódai lassan nyitottak a külvilág felé, és 1991-ben kikiáltották a köztársaságot, megtartották az első szabad választásokat. A demokratikus fordulattal, ha kisebb-nagyobb fennakadásokkal is (köztük az 1997-es piramisjáték-válság nyomán kitört zavargások, amelyek során külföldi beavatkozásra is szükség volt), de az ország elindult az Európai Unió felé vezető úton. Horvátországgal együtt 2009. április 1-jén a NATO teljes jogú tagja lett. 2014-től az Európai Unió tagjelöltje.

## Államszervezet és közigazgatás

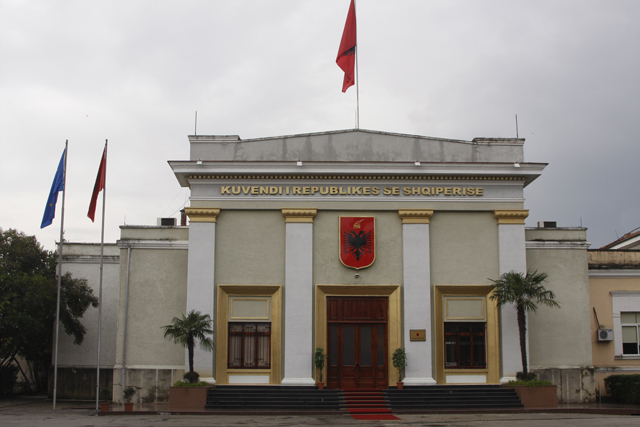
A nemzetgyűlés épülete

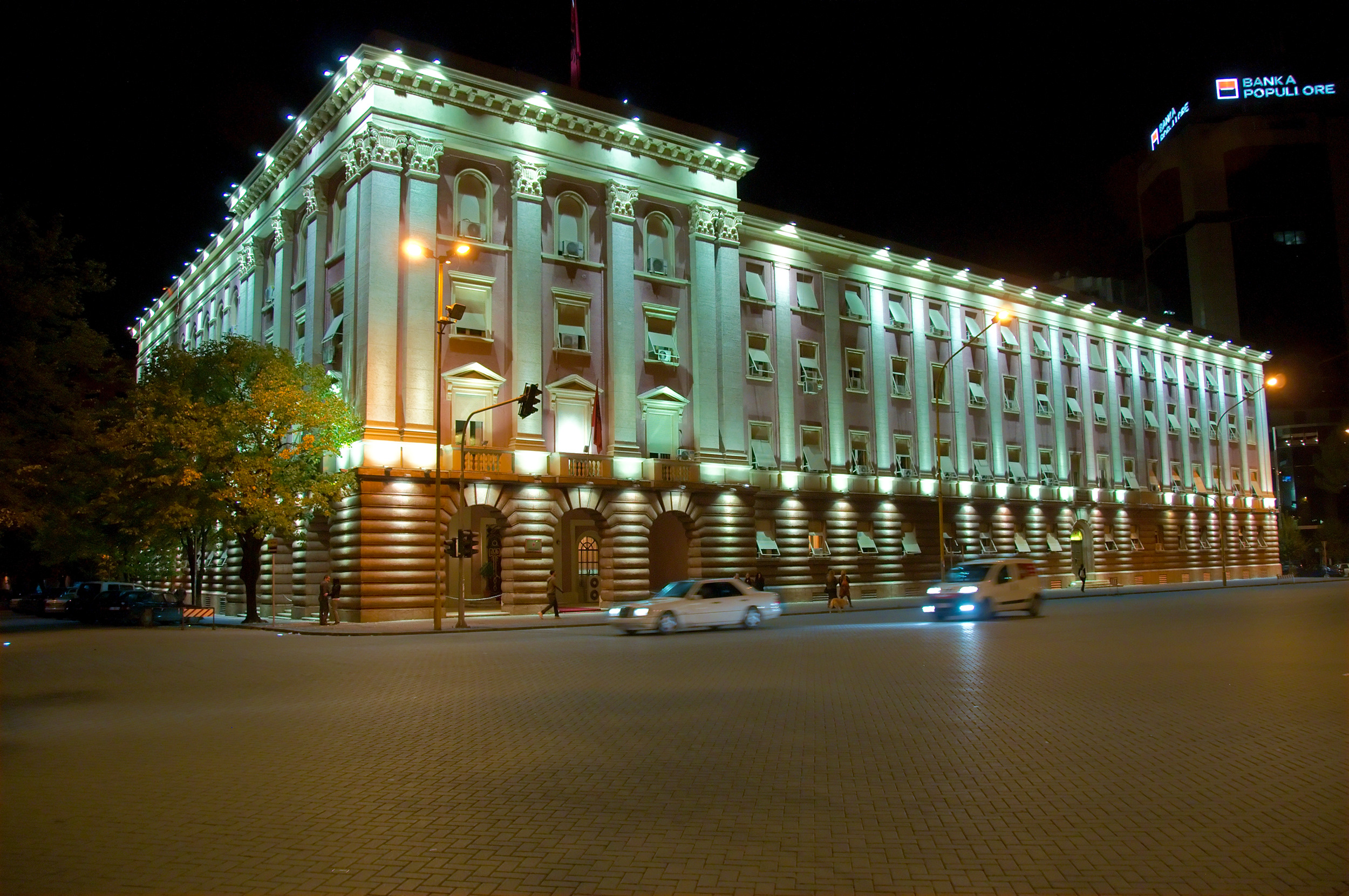
A nemzetgyűlési hivatal épülete

Albánia többpárti képviseleti demokrácián alapuló parlamentáris köztársaság. A kormány feje a miniszterelnök, az államfő a köztársasági elnök. A törvényhozó hatalmat a nemzetgyűlés (kuvend) testesíti meg, a végrehajtó hatalom az államfő és a kormányzat kezében van.
Az állandó nemzetgyűlés 1921 óta az albán állam legmagasabb szintű, állandó törvényhozó testülete az ország fővárosában, Tiranában. A 140 képviselői hellyel rendelkező egykamarás kuvendet általános, közvetlen és titkos választás útján bízzák meg négyéves időtartamra. 2009 óta a nemzetgyűlési helyeket zárt listás, arányos választási rendszerben nyerik el a 3%-os parlamenti küszöböt átlépő pártok vagy az 5%-ot elérő pártszövetségek. A nemzetgyűlési elnök által irányított törvényalkotási munka mellett a kuvend feladatai közé tartozik a köztársasági elnök, a főbb állami hivatalvezetők megválasztása, a kormányfő kinevezésének jóváhagyása, valamint a költségvetés elfogadása. Az 1991-ben megalakult köztársasági nemzetgyűlés történetét a két fő politikai erő, a rendszerváltó Albán Demokrata Párt és az Albán Szocialista Párt politikai váltógazdálkodása, időnként a kuvend működését és a parlamentarizmus eszmeiségét veszélyeztető heves politikai csatározás, alkotmányos válságok és parlamenti bojkottok sorozata jellemzi (1996–1998, 2009–2011, 2017–2019).
Az albán igazságszolgáltatás fórumai az Alkotmánybíróság, a Legfelsőbb Bíróság, a fellebbviteli és a kerületi bíróságok.

### Politikai pártok
Az Albán Szocialista Párt 1941 novemberében alakult Albán Kommunista Párt néven. 1948 novemberében vette fel az Albán Munkapárt nevet. Főtitkára (1954–1985-ben első titkára) Enver Hoxha körül kialakult a személyi kultusz. 1990. decemberig az ország egyetlen engedélyezett pártja volt. 1991 márciusában megnyerte az első többpárti választásokat. 1991 júniusában nevét Albán Szocialista Pártra változtatta, vezetője Fatos Nano lett. Lapja a Zëri i Popullit (alapítva: 1942).
Az Albán Demokrata Párt a független politikai pártok működésének engedélyezését követően alakult 1990. december 11-én Tiranában. Az első többpárti választásokon az Albán Munkapárt mögött a második lett. Az új választásokon abszolút többséget szerezve 1992. áprilistól kormányzó párt. Elnöke, Sali Berisha 1992-ben köztársasági elnök lett.
Egyéb pártok
- 1991-ben alapított Albán Szociáldemokrata Párt
- 1991-ben alapított Szövetség az Emberi Jogokért
- 1991-ben alapított Albán Köztársaság Párt

### Politikusok
Lásd még: Albánia államfőinek listája és Albánia kormányfőinek listája

### Közigazgatási beosztás
Az ország a 2015 júniusában életbe lépett közigazgatási reform alapján tizenkét megyére, ezek összesen hatvanegy községre oszlanak. A korábbi 208 városkörnyék és község alközség megnevezéssel harmadik szintű közigazgatási egységként megmaradt. A megyei közigazgatás élén a választott megyei tanácsok, illetve a kormány által kinevezett prefektusok állnak. A kerületek igazgatási feladatait a helyi önkormányzat és a települési vezetők közül választott kerületi kormányzó látja el. Albánia közigazgatási beosztásában az alábbi táblázat igazít el:

|    | Megye             | Megyeszékhely | Térkép |
| -- | ----------------- | ------------- | ------ |
| 1  | Berat megye       | Berat         |        |
| 2  | Dibra megye       | Peshkopia     |        |
| 3  | Durrës megye      | Durrës        |        |
| 4  | Elbasan megye     | Elbasan       |        |
| 5  | Fier megye        | Fier          |        |
| 6  | Gjirokastra megye | Gjirokastra   |        |
| 7  | Korça megye       | Korça         |        |
| 8  | Kukës megye       | Kukës         |        |
| 9  | Lezha megye       | Lezha         |        |
| 10 | Shkodra megye     | Shkodra       |        |
| 11 | Tirana megye      | Tirana        |        |
| 12 | Vlora megye       | Vlora         |        |

## Közegészségügy
Albánia alkotmánya egyenlő, ingyenes és egyetemes egészségügyi ellátást garantál minden polgára számára. Az ország egészségügyi ellátórendszere jelenleg három szinten, többek között alap-, közép- és felsőfokú egészségügyi szinten szerveződik, modernizációs és fejlesztési folyamatban van. A születéskor várható élettartam Albániában 77,8 év, és a világ 37. helyén áll, több fejlett országot felülmúlva. Az átlagos egészséges életkor 68,8 év, és a 37. helyen áll a világon. Az ország csecsemőhalandósági rátáját 2015-ben 1000 élveszületésre vetítve 12-re becsülik. 2000-ben az Egészségügyi Világszervezet meghatározása szerint az ország az 55. legjobb egészségügyi teljesítményt érte el a világon, és azóta tartja ezt a helyet.
A szív- és érrendszeri betegségek továbbra is a fő halálokok az országban, az összes halálozás 52%-át teszik ki. A balesetek, sérülések, rosszindulatú és légúti megbetegedések további elsődleges halálokok. A neuropszichiátriai megbetegedések az országban a közelmúltban bekövetkezett demográfiai, társadalmi és gazdasági változások miatt is növekedtek.
2009-ben az ország napi 886 gramm gyümölcs- és zöldségkínálattal rendelkezett, ami az ötödik legmagasabb Európában. Más fejlett és fejlődő országokkal összehasonlítva Albániában viszonylag alacsony az elhízás aránya, valószínűleg a mediterrán étrend egészségügyi előnyeinek köszönhetően. Az Egészségügyi Világszervezet 2016-os adatai szerint az országban élő felnőttek 21,7%-a klinikailag túlsúlyos, a testtömegindex (BMI) pontszáma 25 vagy több.

## Népesség

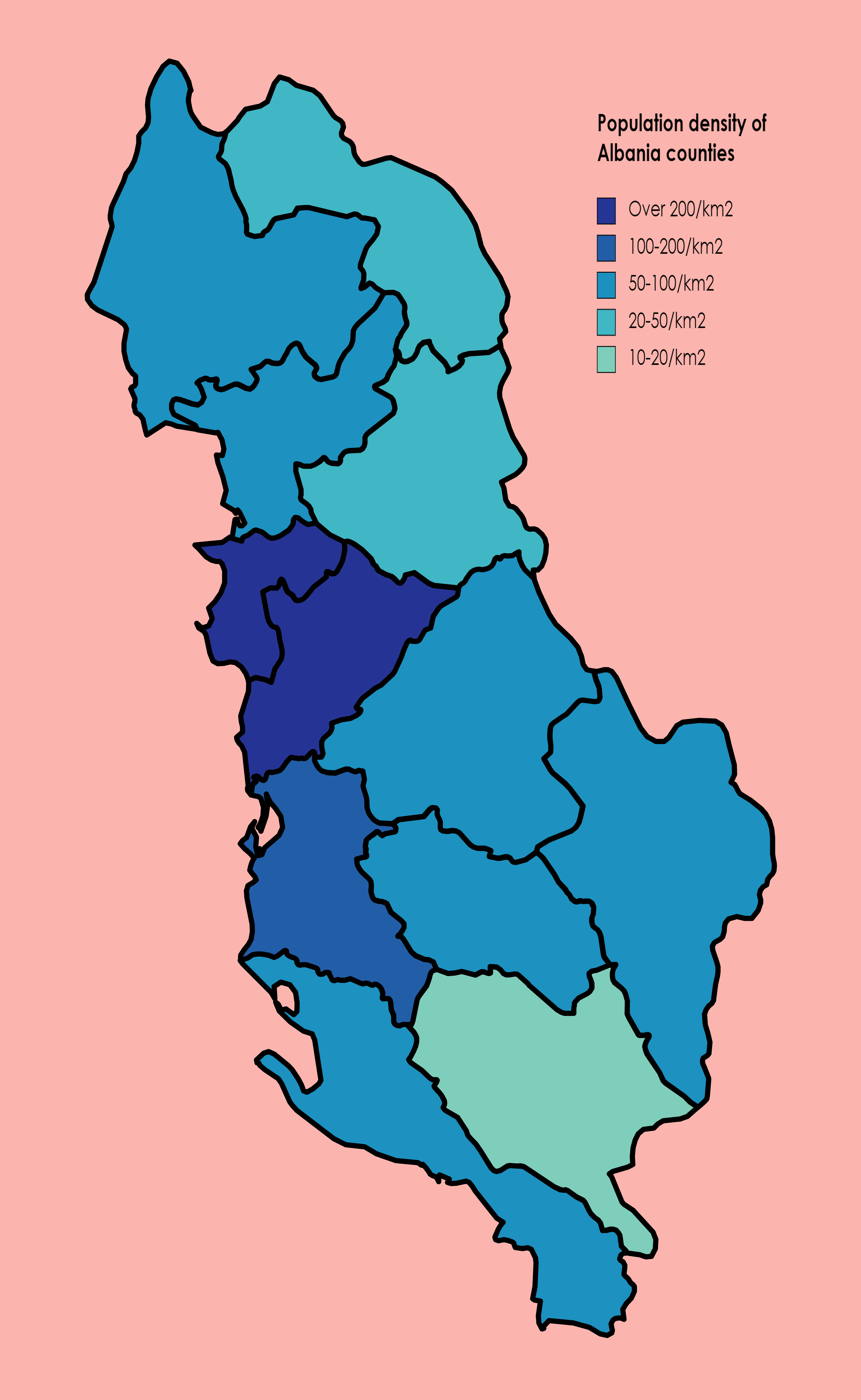
Albánia népsűrűsége 2020-ban

### Általános adatok
- Írástudatlanság: 7%.

### Etnikai megoszlás

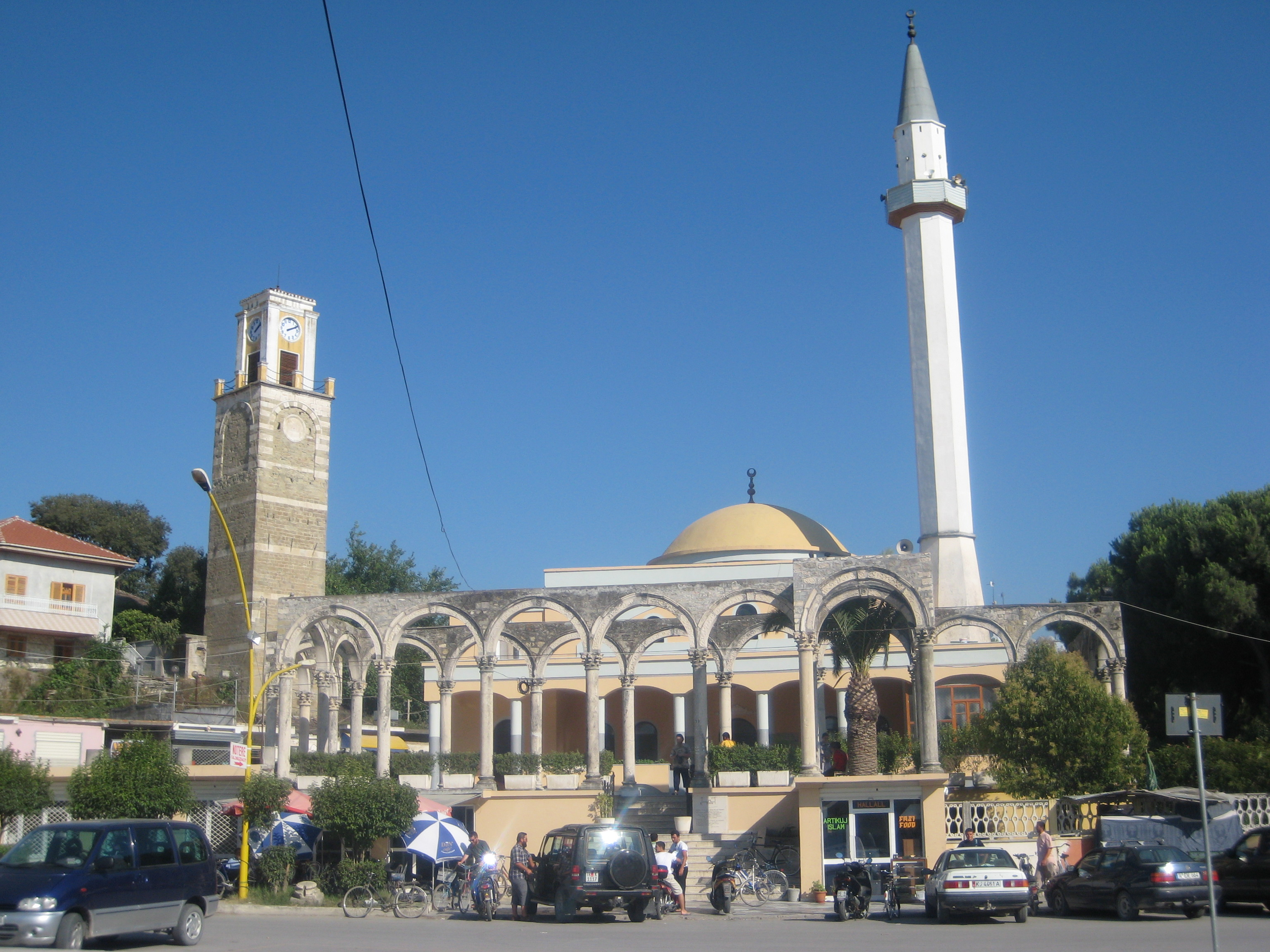
Kavaja város mecsete

A 2011-es népszámlálás szerint lakosság 82%-a (2 312 356 fő) albán nemzetiségű, ezen belül is megkülönböztetendőek a Shkumbin folyótól északra élő gegek, és az attól délre élő toszkok.
Sok albán él a szomszédos Koszovóban (1 800 000 fő), Észak-Macedóniában (700 000) és Görögországban (120 000, becslés). A 15. században a törökök elől menekülve nagyszámú albán telepedett le Dél-Itália egyes tartományaiban, nyelvüket, sajátos zárványkultúrájukat mindmáig őrzik (önelnevezésük szerint ők az arberesek).
A 2011-es népszámláláskor az albánok mellett 24 ezer görög, 5,5 ezer macedón, 366 montenegrói, 8 ezer aromán, 8 ezer cigány, 3 ezer egyiptomi élt. 391 ezer fő nem válaszolt a népszámlálás során a nemzetiségi kérdésre.

### Nyelvi megoszlás
Albánia hivatalos nyelve az albán toszk dialektusa; néhol a görög nyelvet is beszélik.

### Vallási megoszlás
A középkorban az albán népesség felekezetileg is megoszlott: a gegek a katolikus, míg a toszkok az ortodox felekezethez tartoztak. Az oszmán uralom alatt a toszkok nagy része szunnita muzulmán lett, de mára a gegek egyes csoportjai is arra a vallásra tértek – ezt a 20. század elején a lakosság 70%-a vallotta magáénak.
A 2011-es népszámlálás során a vallási megoszlás a következő volt: 1 587 608 (58,12%) – muszlim, 58 628 (2,15%) – bektási, 280 921 (10,28%) – katolikus, 188 992 (6,92%) – ortodox, 3 797 (0,14%) – evangélikus, 1 919 (0,07%) – egyéb keresztény, 69 995 (2,56%) – ateista. 153 630 fő (5,62%) egyetlen vallási közösséghez sem tartozott, 386 024 fő (14,13%) nem válaszolt a vallási kérdésre.

## Gazdaság

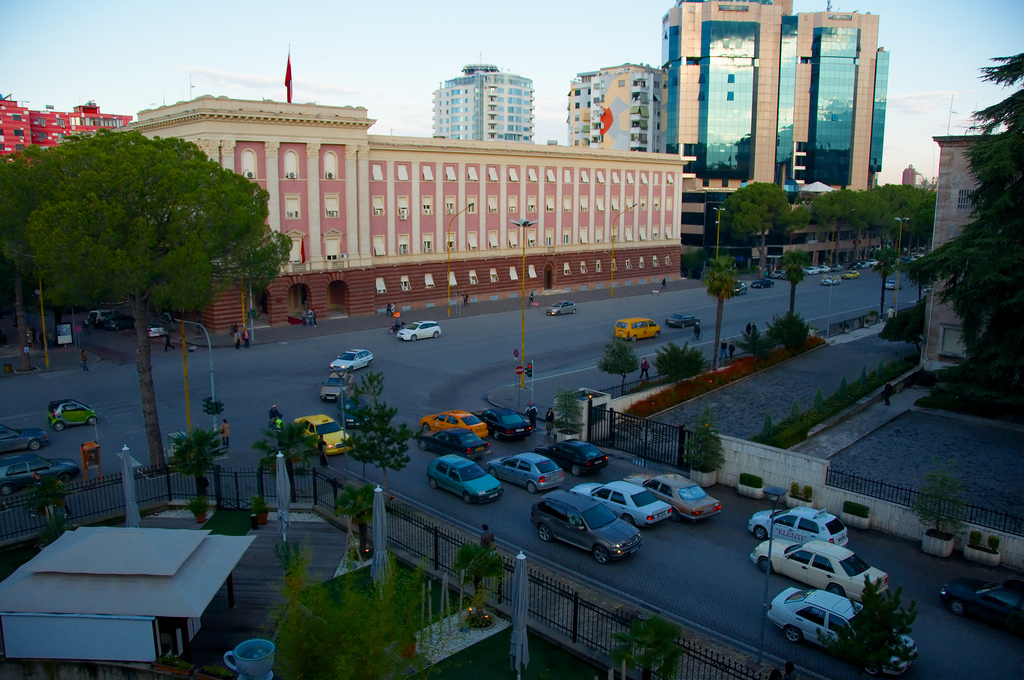
Tirana az ország gazdasági központja

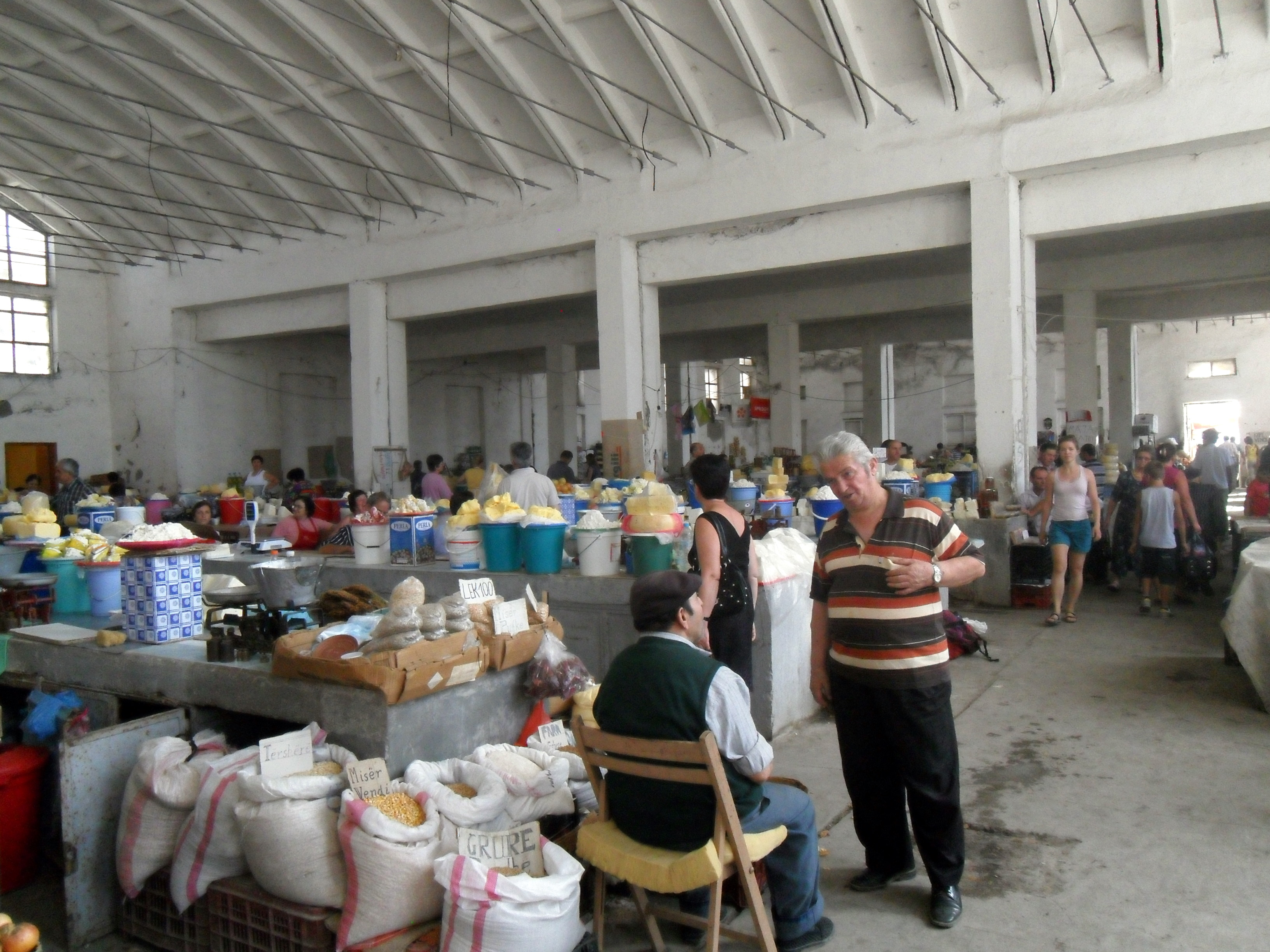
Piac Korçában

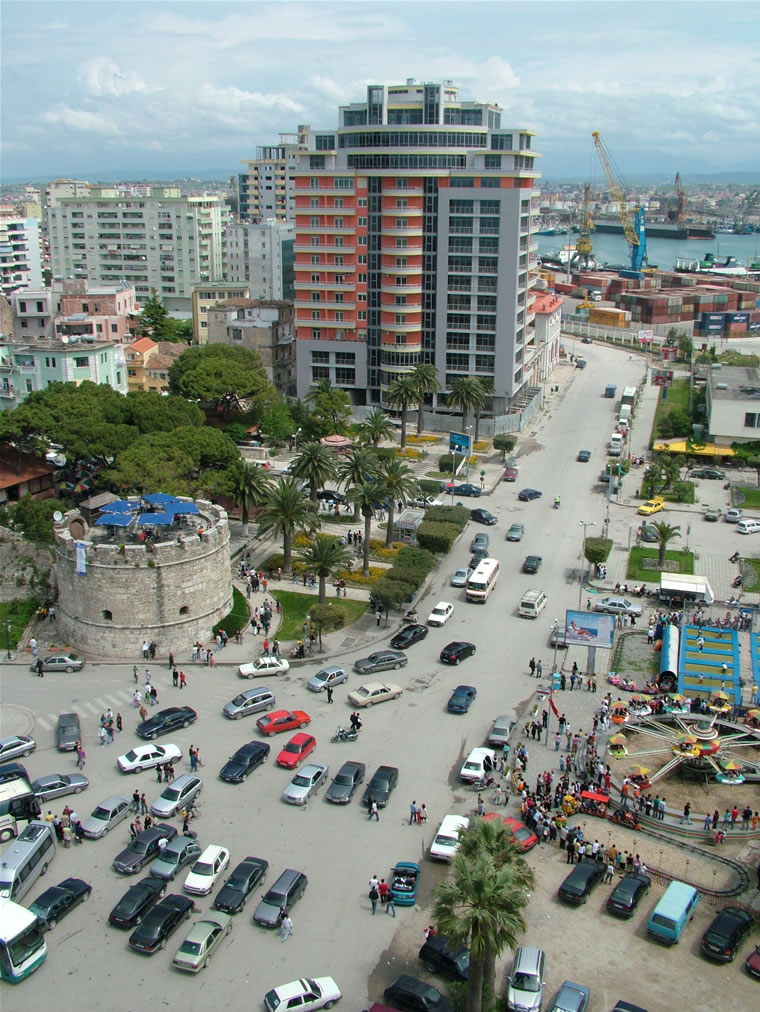
Durrësi utcakép, háttérben a kikötővel

### Általános adatok
Albánia természeti erőforrásokban bővelkedő, de elmaradott gazdaságú ország. Elmaradottságának oka történelmi okokban gyökerezik: már 1912-es függetlenné válása idején is messze elmaradt Európa országaitól, s e gazdasági hátrányt a későbbi évtizedek zűrzavarai és politikai csatározásai, majd a torz iparszerkezetet az országra erőltető és az infrastrukturális fejlesztéseket elhanyagoló kommunizmus csak tovább súlyosbította. Az 1991-es rendszerváltást követő évtized a szerkezeti átalakítás, illetve a politikai-gazdasági stabilizáció jegyében telt el, amit beárnyékolt egy országos méreteket öltő piramisjáték, melynek összeomlása az akkori GDP 50%-ával egyenértékű veszteséget okozott a lakosságnak. Napjainkban Albánia egy nehéz átmeneti időszak végére látszik érni, de elmaradottsága még mindig számottevő.
Fejlődő mezőgazdasági-ipari ország, amelyre az előző pontban leírt elszigetelődés gazdasági szempontból rányomta bélyegét. Fő iparágai: textil- és élelmiszeripar, krómbányászat. Mezőgazdaságban túlnyomórészt állattenyésztésre helyezik a hangsúlyt.
A Nemzetközi Valutaalap és a Világbank gazdaságfejlesztési programjaihoz csatlakozó balkáni ország 1998 óta számottevő támogatásban részesült, amelyek segítségével az infláció és a központi költségvetés deficitje visszaszorult, fejlesztik az infrastruktúrát, s megindult a külföldi tőke beáramlása. A külföldi cégeket ugyanakkor elriasztja a korszerűnek továbbra sem mondható infrastruktúra, a képzetlen munkaerő és a magas korrupció. Az albán külkereskedelmi mérlegben rendkívül magas importtöbblet mutatkozik, 2005-ben az áruimport értéke (2,622 milliárd USD) többszörösen meghaladta az áruexportét (658 millió USD). A kiviteli oldal termékei a gyümölcs, zöldség, textil- és cipőipari termékek, valamint az ásványi nyersanyagok, de behozatalra szorul az ország élelmiszer-, gép- és vegyipari termékekben. Főbb külkereskedelmi partnerei 2005-ben Olaszország, Görögország, Törökország, Kína, Németország, Oroszország, Szerbia és Montenegró voltak.
Nagy gondot okoz a korrupció, az alacsony adózási és járulékfizetési fegyelem, a fekete- és szürkegazdaság markáns jelenléte. 2005-ben a regisztrált munkanélküliség 14,3%-os volt a keresőképes korúak körében, s mintegy 352 ezer albán dolgozott külföldön vendégmunkásként. A munkaerőpiacon elhelyezkedett 1,09 milliónyi albán 58%-a a mezőgazdaságban, 19%-a az iparban, 23%-a pedig a szolgáltatóiparban dolgozott 2004-ben. 2002-ben az albán lakosság 20%-a a szegénységi küszöb alatt élt, különösen jellemző ez a vidéki lakosságra és az ország északkeleti régióira. A bruttó hazai össztermék (GDP) 1998 óta stabil 4-7% körüli értékkel növekedett, s 2006-ban vásárlóerő-paritáson számolva elérte a 20,21 milliárd dollárt, az 5600 dollár/főt. Ennek 23,3%-át a mezőgazdaság, 18,8%-át az ipar, 57,9%-át pedig a szolgáltatóipar adta. A rendszerváltást, majd a piramisjáték-válságot követően meredeken megugró infláció a szoros monetáris politikának köszönhetően a 2000-es évek eleje óta nem haladja meg a 3-6%-ot, 2006-ban 2,8%-os volt, s a nemzeti valuta, a lek (ALL) is folyamatosan erősödik.

### Gazdasági ágazatok

#### Mezőgazdaság
Albánia hagyományosan és természeti feltételeinél fogva elsősorban mezőgazdasági ország (bár az ország egy része szántóföldi művelésre alkalmatlan), 2004-ben az aktív népesség 58%-a a mezőgazdaságban dolgozott. Ugyanakkor az agrárium részesedése a bruttó nemzeti össztermékből 2006-ban mindössze 23,3%-os volt. Az összterület művelési ágankénti megoszlása a következő: 36% erdő, 21% szántóföld, 15% legelő (ennek 60%-a havasi legelő), 3% szőlő és gyümölcsös, 5% víz, 20% egyéb, műveletlen terület. A döntően családi és magángazdaságokban folytatott hagyományos állattartáson belül jelentős a juh-, a kecske-, illetve a szarvasmarhatenyésztés és a méhészet, valamint teherhordás céljából a szamártartás. A mocsarak lecsapolásával bővített és javarészt öntözés alatt álló szántóföldek a hazai igényeket sem elégítik ki, s Albánia jelentős gabonaimportra szorul. Jelentős a búza- és a kukorica-, ezektől valamivel kisebb hozamú a burgonya-, cukorrépa- és dohánytermesztés. 800 méteres tengerszint feletti magasságig elterjedt a szőlő, s jelentős az erre épülő bortermelés. A nagyobb városok környékén sokféle zöldség, mérsékelt övi és déligyümölcs terem (füge, olajbogyó, citrusfélék). A halászat és az erdőgazdálkodás jelentősége az elmúlt évtizedekben visszaszorult.

#### Ipar
A 20. század második felében, a kommunizmus alatt a gazdag ásványi nyersanyagot kitermelő bányászatot és a nyersanyagok feldolgozására épülő ipart erőltetetten fejlesztették. A rendszerváltást követően azonban a torz szerkezetű ipar összeomlott. 2004-ben az aktív népesség 19%-a dolgozott a szektorban, amelynek részesedése a bruttó nemzeti jövedelemből 2006-ban mindössze 18,8%-os volt. Napjainkban jelentős, de a korábbi termelési mutatók kis hányadát éri csak el a kőolaj- és földgázkitermelés, a kőszén-, bitumen-, kősó-, rézérc- és vasércbányászat. Az ipar vezető ága a könnyűipar, ezen belül a textil-, az élelmiszer-, a fa- és a dohányipar. A kommunizmusban kialakított, az ásványi nyersanyagok feldolgozására épülő nehézipar mára jóformán megszűnt, csak a kőolaj-finomítás jelentős. A villamos áram 98%-át a jobbára a Drin folyóra telepített vízerőművek fejlesztik.

#### Kereskedelem
Albánia külkereskedelme 2022-ben a GDP 65%-ával volt egyenértékű. A kereskedelemének jellemzői:
- Exporttermékek: szövetanyagok, cipők, aszfalt, fémek és fémáruk, zöldségek, gyümölcs, dohány.
- Importtermékek: műszaki felszerelések és alkatrészek, általános élelmiszeripari termékek, ipari termékek, olajszármazékok, textil.
- Főbb kereskedelmi partnerek: Olaszország, Görögország, Németország, Észak-Macedónia, Ausztria, Törökország, Bulgária.

#### Szolgáltatások
Az 1990-es évek óta a szolgáltatóipar, s ezen belül is főként az idegenforgalom látszik döntő jelentőségűvé válni Albánia gazdaságában. Az üzleti szolgáltatások, a kiskereskedelem és a vendéglátóipar még gyermekcipőben jár, az idegenforgalmi infrastruktúra kiépítése azonban megindult, s a belföldi turizmusban részt vevők, illetve az országba látogató külföldiek száma egyaránt évről évre növekszik.

## Közlekedés

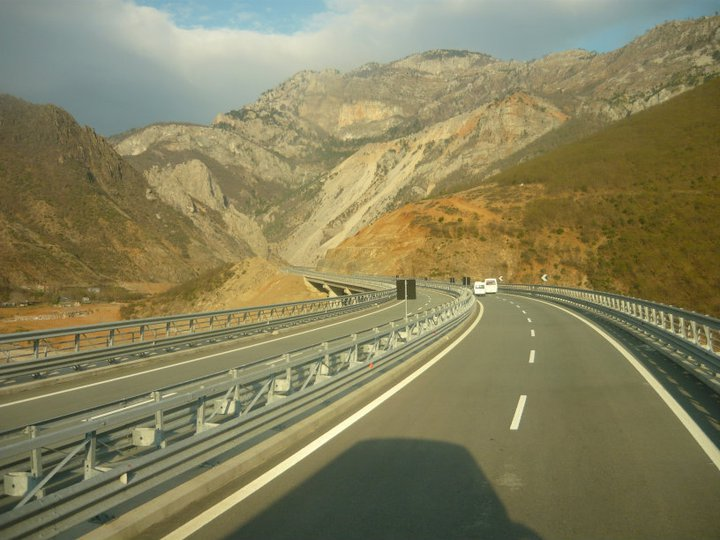
Az A1-es autópálya

### Közút
Albánia közlekedési infrastruktúrája a múlt örökségeként meglehetősen fejletlen. A 18 ezer kilométernyi úthálózat mindössze 39%-a (7020 km) burkolt, 15%-a főútvonal (2400 km), s nagy része még az 1930-as években épült. Az Európai Unió támogatásával épülő, a Balkán-félszigetet kelet–nyugati irányban átszelő főforgalmi útvonal (VIII. számú korridor) albániai részeként napjainkban épül a Durrës–Elbasan–Ohrid autópálya. Hasonló tervek születtek a Montenegrót Görögországgal összekötő, Albániát észak–déli irányban, Shkodra és Gjirokastra érintésével átszelő IV. számú korridor kiépítéséről.

### Vasút
Albánia teljes, villamosítás előtt álló vasútvonalának hossza 896 kilométer, ennek egyharmada (230 km) teherszállításra használt szárnyvonal.

### Vízi
Az ország egyetlen hajózható folyója a Buna, a tengeri kereskedelmi flotta pedig huszonnégy hajót foglal magában, amelyek együttes kapacitása 2006-ban meghaladta az 52 000 bruttóregisztertonnát. Jelentős kikötők Durrës és Vlora.

### Légi
Az ország nemzetközi polgári repülőterei a Tirana melletti Teréz anya repülőtér, valamint a Kukësi nemzetközi repülőtér, amelyet újjáépítését követően 2021-ben adták át a nemzetközi utasforgalomnak.

## Telekommunikáció, média
A hírközlési piac liberalizálódásával 1991 óta megsokszorozódott a nyomtatott és elektronikus sajtótermékek száma, 2003-ban 17 napilap, 60 heti- vagy havi lap és 45 képes magazin jelent meg Albániában, s a 3-3 közszolgálati televízió és rádióadó mellett mintegy 60-60 televíziós csatorna és rádióadó sugárzott műsort. A fejletlen telefonhálózatot a 2004-ig monopolizált helyzetben lévő állami szolgáltató, a Telekom Shqiptar bővítette, de Albánia ma is [mikor?] sereghajtó az európai telefonellátottsági statisztikában.
A mobiltelefon-használat szintén nem általános (35 készülék/100 fő),[mikor?] az internetlefedettség pedig kifejezetten lehangoló képet nyújt (2005-ben 75 ezer internetfelhasználót tartottak nyilván).
| Hívójel prefix | ZA |
| ITU zóna       | 28 |
| CQ zóna        | 15 |

## Kultúra
Az albánok (saját nyelvükön shqiptarë) az indoeurópai albán nyelvet beszélő nép tagjai. Eredetük kérdései mindmáig vita tárgyát képezik a nyelvészek és a történettudósok körében, de az illír–albán kontinuitáselmélet a legelfogadottabb. Alapvetően két, nyelvében és kultúrájában is elkülönülő csoportra oszthatók: a közép-albániai Shkumbin folyótól északra a gegek, délre pedig a toszkok élnek.

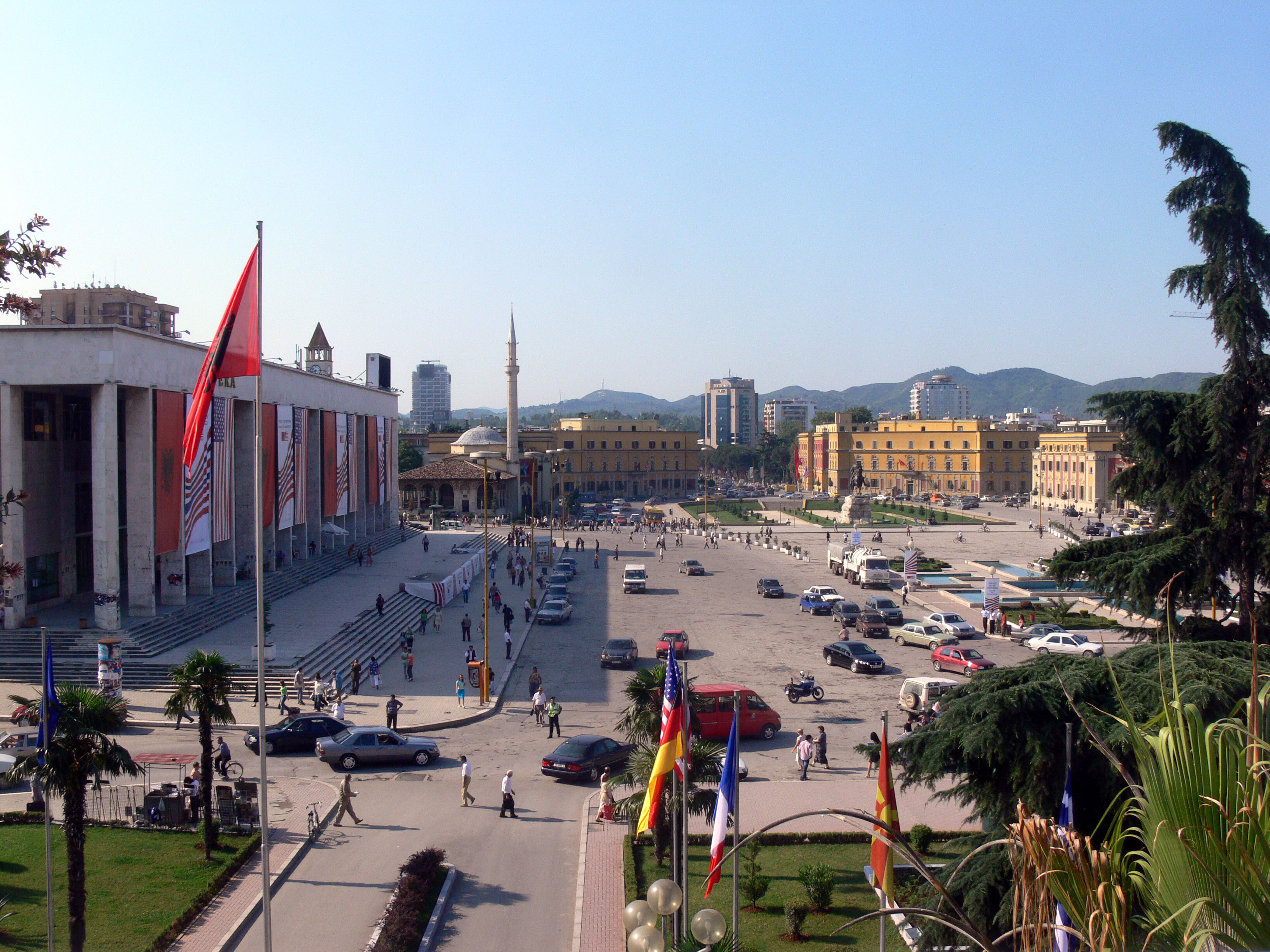
Tirana főtere, a Szkanderbég tér

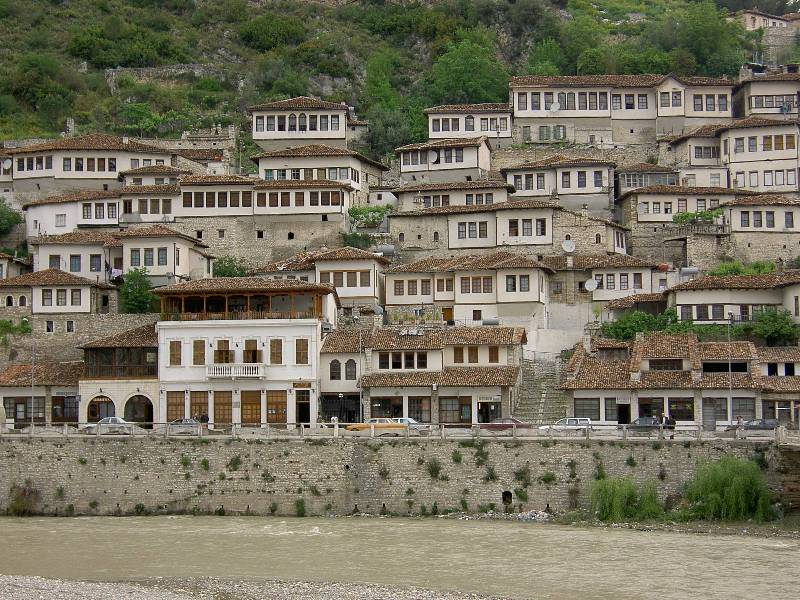
Berat folyóparti házai, a Mangalem negyed

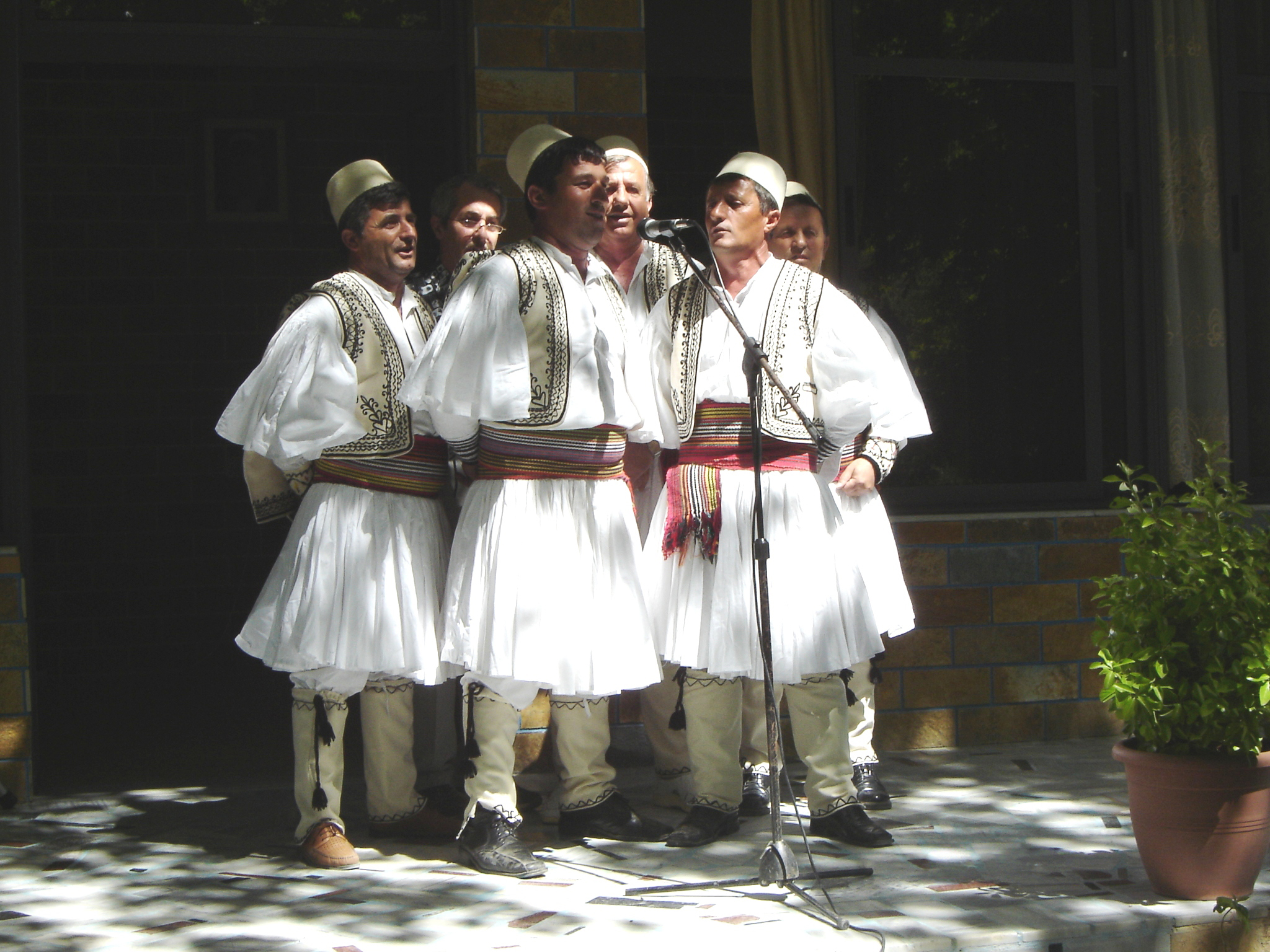
Férfiak hagyományos öltözetben

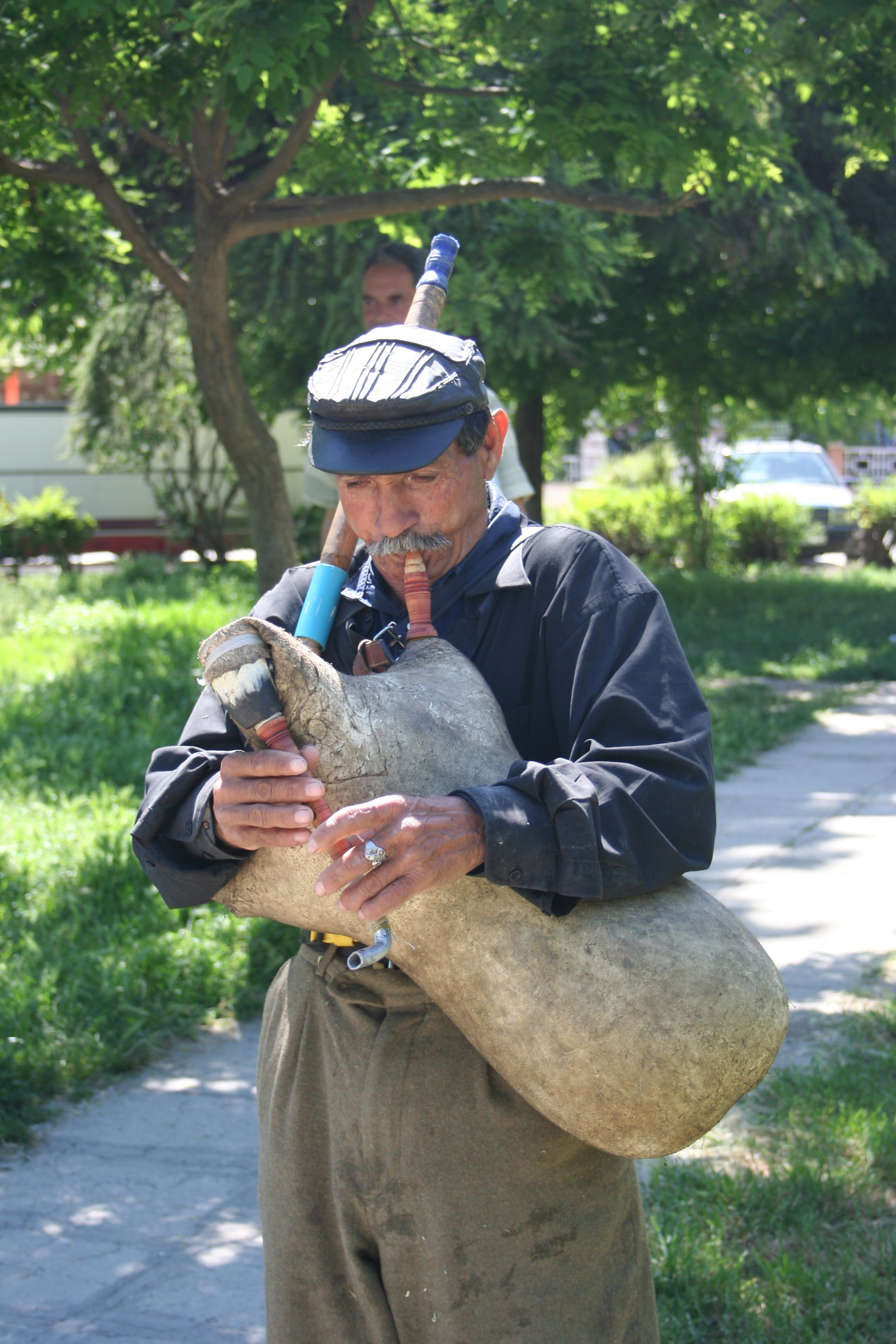
Népi dudás, Elbasan

### Oktatási rendszer
Az országban az oktatás világi, ingyenes, kötelező, és három oktatási szintre épül, amelyek az alap-, közép- és felsőoktatásban szegmentálódnak. A tanév két félévre oszlik, amelyek szeptemberben vagy októberben kezdődnek és júniusban vagy júliusban végződnek. Az albán nyelv az ország összes felsőoktatási intézményének elsődleges oktatási nyelve.  Az első idegen nyelv tanulása kötelező, és leggyakrabban általános és kéttannyelvű iskolákban tanítják. Az iskolákban tanított nyelvek az angol, az olasz, a francia és a német. Az országban a várható iskolai élettartam 16 év, az írástudás aránya pedig 98,7%, a férfiak 99,2%-a és a nők 98,3%-a.
A kötelező általános iskolai oktatás két szintre oszlik, általános iskolára és középiskolára, az elsőtől az ötödik osztályig, illetve a hatodiktól a kilencedikig. A tanulóknak hat éves koruktól 16. életévük betöltéséig kötelező az iskolába járni. Az általános iskolai végzettség sikeres befejezése után minden tanuló jogosult arra, hogy bármely szakterületre szakosodott középiskolába járjon, beleértve a művészeteket, sportokat, nyelveket, tudományokat vagy technológiát.
Az ország felsőoktatása, a középfokú oktatást követő formális tanulás választható szakasza, a bolognai folyamat elveinek megfelelően alapos reformon és szerkezetátalakításon ment keresztül. Albánia nagyvárosaiban jelentős számú magán- és állami felsőoktatási intézmény működik jól szétszórtan. A felsőoktatási tanulmányokat három egymást követő szinten szervezik, amelyek magukban foglalják az alapképzést, a mesterképzést és a doktori fokozatot.

### Kulturális intézmények
Az Albán Nemzeti Könyvtárat 1920-ban hozták létre. Az albán nemzeti könyvtári hálózat 45 nyilvános könyvtárról, 35 speciális könyvtárról és 24 akadémiai könyvtárról számolt be az albán nemzeti könyvtári hálózaton belül, amelyeket a 2000. évi albán könyvtári törvény szerint kezelnek.

### Művészetek
A középkorban és az újkorban jelentősnek mondható albán képzőművészet, zene vagy szépirodalom nem alakult ki, jobbára az ortodox egyházhoz kötődő ikon- és falfestészet, szakrális irodalom keretein belül maradt. A 19–20. század fordulóján kibontakozó nemzeti mozgalom hozta magával a magasművészetek albániai térnyerését is.

#### Szobrászat
Az albán szobrászat a 19. század végén született meg és az 1920-as évektől, az első köztéri szobrok megjelenésével bontakozott ki (O. Paskali). Az állampárti szocialista realizmus időszakában százával születtek monumentális szobrok (J. Paço, Sh. Hadëri, M. Dhrami), de a sematizmustól elszakadó művek is (H. Beqiraj, Dh. Gogollari). Napjaink népszerű albán szobrászai P. Vukaj, G. Mulliqi, H. és I. Xhixha.

#### Festészet
Az albán festészet korai évszázadainak legjelentősebb irányzata a bizánci fal- és ikonfestészet volt (Onufri). A 19. század utolsó negyedében megszülető modern albán festészet első korszakában realisztikus történelmi tablók, portrék és zsánerképek (K. Idromeno, N. Martini, S. Rrota), illetve tájképek készültek (S. Xega, V. Mio), majd az 1930-as évektől megjelent az impresszionizmus (A. Buza, S. Kaceli). Az 1944–1991 közötti kommunista korszakot a párt előírta szocialista realizmus egyeduralma jellemezte, amelyből csak keveseknek sikerült rövid időre kitörni (S. Kamberi). A rendszerváltást, a művészeti szabadság elnyerését követően az albán festészet ismét igazodik a modernista világáramlatokhoz (I. Kodra, A. Grezda).
Lásd még: Albán festők listája

#### Zene
Az albán zene komolyzenei ága az 1920-as években alakult ki (M. Gjoka), de az első monumentális zenei művek csak a második világháború után jelentek meg (Ç. Zadeja, P. Jakova, T. Harapi). A rendszerváltás után a korábbi évtizedek nyugati áramlatai is elérték Albánia zenei világát (A. Peçi, V. Tole). A populáris könnyűzenét a második világháború előtt a népzenei alapú városi műdalok képviselték. A kommunista korszakban a nyugati típusú könnyűzene nem terjedhetett el, s csak a rendszerváltás óta követi az albán könnyűzene a nemzetközi trendeket (A. Gjebrea, Giovanni & Sebastian).
Lásd még: Albánia az Eurovíziós Dalfesztiválokon

#### Színház
A 19. század végén kibontakozó albán színházművészet a kezdetekben amatőr színjátszó körök keretei között folyt, és csak 1944 után nyíltak meg az első kőszínházak. A kommunista érában eleinte a szocialista realista, sematikus darabok színpadra állítása volt jellemző, majd az 1960-as évektől megjelentek a klasszikus színpadi hagyományok is az albán színházakban. Az 1990-es évektől megjelentek a modern kortársi irányzatok, az abszurd dráma és az alternatív előadó-művészet.

#### Filmművészet
Az 1905-ben megindult albán filmművészet évtizedekig dokumentum-rövidfilmek és filmhíradók készítésére szorítkozott. 1952-ben indult meg a sematikus, szocialista realista játékfilmek gyártása, s csak az 1970-es évektől jelentek meg az értékes művészfilmek több műfajban is. Az 1980-as évektől a társadalom- és jellemábrázolás is megjelenhetett a játékfilmekben, s fellendült a dokumentumfilm-gyártás. Az 1991-es rendszerváltás utáni filmek az átmenet, vagy a megelőző kommunista korszak társadalmi problémáit elemzik. Jeles albán rendezőegyéniségek Dh. Anagnosti, K. Dhamo és K. Çashku, színészek K. Roshi és S. Pitarka.

### Hagyományok, néprajz

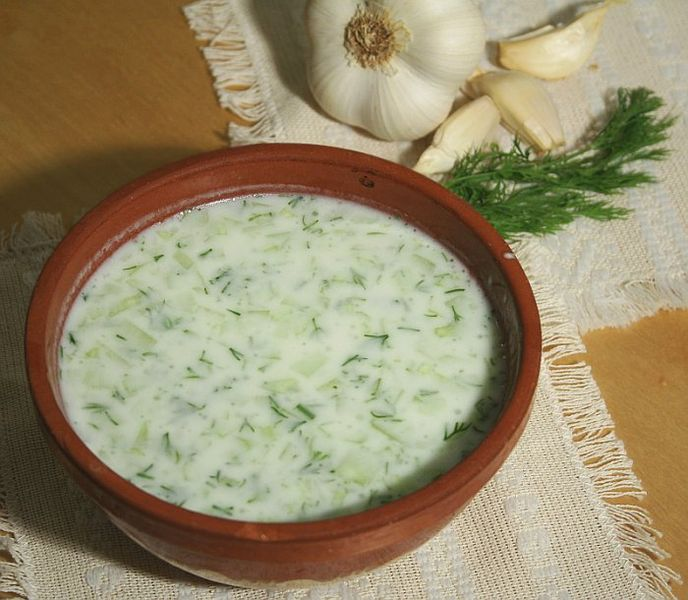
Tarator

Az albánok hagyományosan törzsekre, ezek pedig vérségi nemzetségekbe oszlanak, illetve oszlottak. Társadalmuk a legutóbbi időig erősen patriarchális jellegű, férfiközpontú volt, és elevenen éltek olyan ősi jogszokások, mint a vérbosszú, a vendégbarátság stb. A hegyvidékek népei hagyományosan transzhumáló állattartással (juh, kecske), esetleg erdőgazdálkodással foglalkoztak, az alföldi népesség városokba tömörülve folytatott földműves- vagy kereskedelmi tevékenységet, emellett messze földön híresek voltak az albán takácsok, fafaragók, ötvösök, fegyverművesek munkái.
Az albán népzene rendkívüli formai és műfaji gazdagságáról ismert, az egyszólamúságtól a polifónián át a pentatóniáig. Sajátos az albán nép hagyományos hangszerkultúrája is.

### Gasztronómia
Az évszázadok során az albán konyhát széles körben befolyásolta az albán kultúra, földrajz és történelem, és mint ilyen, az ország különböző részei különleges regionális konyhákat élveznek. A főzési hagyományok különösen északon és délen változnak, az eltérő domborzati és éghajlati viszonyoknak köszönhetően, amelyek alapvetően hozzájárulnak a gyógynövények, gyümölcsök és zöldségek széles skálájának kiváló növekedési feltételeihez.
Az albánok sokféle gyümölcsöt termelnek és használnak fel, például citromot, narancsot, fügét, és legfőképpen az olajbogyót, amely az albán konyha talán legfontosabb eleme. Széles körben használják a fűszereket és más fűszernövényeket, mint például a bazsalikomot, levendulát, mentát, oregánót, rozmaringot és kakukkfüvet, valamint olyan zöldségeket, mint a fokhagyma, hagyma, paprika, burgonya, paradicsom, valamint mindenféle hüvelyes zöldséget.
A Földközi-tenger Adriai- és Jón-tengeri partvonala miatt a halak, a rákfélék és a tenger gyümölcsei népszerűek és az albán étrend szerves részét képezik. Egyébként a bárány a hagyományos hús a különböző ünnepeken és vallási ünnepeken mind a keresztények, mind a muszlimok számára, bár baromfi-, marha- és sertéshúsból is bőséges a kínálat.
A Tavë kosi ("savanyú tejes rakott") Albánia nemzeti étele, amely vastag, fanyar joghurtfátyol alatt sült bárányhúsból és rizsből áll. A Fërgesë egy másik nemzeti étel, amely paprikából, paradicsomból és túróból áll. A pite is népszerű, egy sült péksütemény, spenót és gjizë (túró) vagy mish (darált hús) keverékével.
A petulla, a hagyományos sült tészta is kedvelt különlegesség, porcukorral vagy feta sajttal és különféle gyümölcslekvárokkal tálalják. A Flia több palacsintaszerű rétegből áll, amelyeket tejszínnel megkenünk, és tejföllel tálaljuk. A berlini fánkhoz hasonló krofnét lekvárral vagy csokoládéval töltik, és gyakran fogyasztják a hideg téli hónapokban.
A kávé az albán életmód szerves része. Az országban több kávéház jut egy főre, mint a világ bármely más országában. A teát otthon vagy kint, kávézókban, bárokban vagy éttermekben is fogyasztják. A Çaj Mali (Sideritis tea) rendkívül szeretett, és a legtöbb albán napi rutin része. Dél-Albániában termesztik, és gyógyászati tulajdonságairól ismert. A fekete tea egy szelet citrommal és cukorral, tejjel vagy mézzel szintén népszerű.
Az albán bor szintén országszerte elterjedt, évezredek óta termesztik. Albánia hosszú és ősi bortermelési múlttal rendelkezik, és a bortermelő országok óvilágához tartozik. Borát édeskés íze és hagyományosan őshonos fajtái jellemzik.

## Turizmus

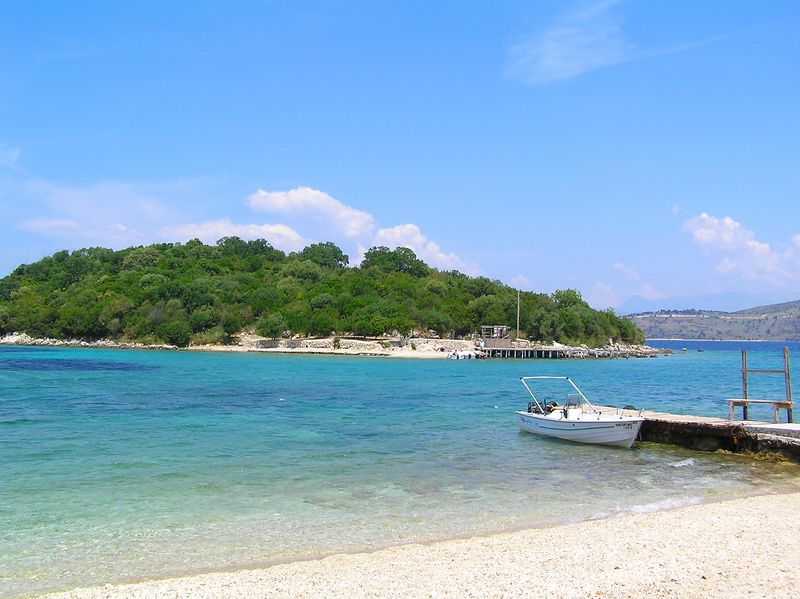
Ksamil tengerpartja

A mediterrán tengerpart, a természeti szépségekben gazdag hegyvidék, valamint a városok műemlékei hatalmas idegenforgalmi potenciát képviselnek, amelynek kiaknázását az elzárkózási politika és az infrastruktúra hiánya az 1980-as évek végéig megakadályozta.
2016-ban 4,7 millió turista járt az országban; a turizmus a GDP mintegy 11%-át adta a gazdaságnak.
A turisták számára erősen ajánlott a hastífusz, a veszettség, a kullancsok által terjesztett agyvelőgyulladás, a hepatitis A (az egész országban középmagas a fertőzésveszély) és B (az egész országban alacsony a fertőzésveszély) elleni oltás. Kötelező a sárgaláz elleni védőoltás, ha fertőzött országból vagy ilyen országon át érkezik az Albániába belépő utazó.
A fő strandok
- Velipoja strand
- Shengjin strand
- Tala Beach
- Durrës strandja
- Divjaka strand
- Seman strand
- Vlora strand
- Dhërmi strand
- Himara strand
- Saranda strand

## Sport

### Labdarúgás
Az ország legkedveltebb sportja a labdarúgás.
A Labdarúgó-szövetség megnevezése: Federata Shqiptare Futbollit. alapítva 1930-ban, FIFA tagság 1954-től.
A labdarúgás kezdetei a huszadik század elejére nyúlnak vissza, de fejlődését a politika rendre megtörte.
A szuperligában 12 csapat küzd a bajnoki címért.

### Olimpiai játékok
Albánia eddig még nem nyert érmet a játékok során.

## Ünnepek
| Dátum            | Magyar név                              | Albán név                           | Megjegyzés                                                   |
| ---------------- | --------------------------------------- | ----------------------------------- | ------------------------------------------------------------ |
| Január 1–2.      | Újév                                    | Viti i Ri                           |                                                              |
| Változó dátummal | Kis Bajram                              | Fitër Bajrami vagy Bajrami i Vogël  | Eid al-Fitr az iszlám országokban.                           |
| Március 7.       | Tanárok napja                           | Dita e Mësuesve                     | Nem hivatalos ünnep.                                         |
| Március 8.       | Anyák napja                             | Dita e Nënës                        | Nem hivatalos ünnep.                                         |
| Március 14.      | „Nyárnap”                               | Dita e Verës                        | A télből a tavaszba való átmenet ünnepe                      |
| Március 22.      | Perzsa újév                             | Dita e Nevruzit                     |                                                              |
| Változó dátummal | Katolikus húsvét                        | Pashkët Katolike                    |                                                              |
| Változó dátummal | Ortodox (julián naptár szerinti) húsvét | Pashkët Ortodokse                   |                                                              |
| Május 1.         | Májusnap                                | Një Maji                            | A munka ünnepe                                               |
| Október 19.      | Kalkuttai Szent Teréz napja             | Dita e Nënë Terezës                 | Hivatalos nemzeti ünnep.                                     |
| Változó dátummal | Nagy Bajram                             | Kurban Bajrami vagy Bajrami i Madhë | Íd al-Adhá az iszlám országokban.                            |
| November 28.     | Függetlenség napja                      | Dita e Pavarësisë                   |                                                              |
| November 29.     | Felszabadulás napja                     | Dita e Çlirimit                     |                                                              |
| December 8.      | A Fiatalok Napja                        | Dita Kombëtare e Rinisë             | 2010-ben ratifikálta az albán parlament mint nemzeti ünnepet |
| December 25.     | Karácsony                               | Krishtlindje                        |                                                              |